# 장군 (가수)
장군(본명: 김상협, 1986년 1월 1일~)은 대한민국의 가수이자 뮤지컬 배우인데, 2003년 오페라 《사랑의 묘약》으로 데뷔했다.

## 방송
- 아침마당 (2022)
- 콘테스트M3 (2023) - 장려상(5위)
- 쇼킹 나이트 (2023) - Top28

## 음반
- 엄마의 자랑 (2022)
- 돈돈돈 (2023)
- 철수와 영희 (2023)

## 영화
- 여타짜 (2021) - 옐로하우스 본점-노름꾼5 역
- 늑대사냥 (2022) - 알파 과거사진 실험체1 역

## 수상
- 대한민국 K 베스트브랜드 대상 트로트인기상 (2023)
- 한국을 빛낸 자랑스런 한국인 100인 대상 성인가요 인기가수 대상 (2023)
- 2022 제2회 대한가수협회를 빛낸 인물 감사패 (2023)